# Lokon
El Lokon (en indonesio: Gunung Lokon) es un volcán situado al norte de Sulawesi, en Indonesia. 
Junto al Empung es uno de los volcanes gemelos situados en la llanura de Tondano a 800 metros de altitud, siendo dos de los volcanes más activos de la isla. El Lokon presenta dos picos por encima del cráter. Su última erupción data del siglo XVIII, sin embargo, las grandes erupciones proceden del cráter Tompaluan, de 150 por 200 metros, que se ubica en el cuello entre los dos volcanes.
En 2011 entró en erupción obligando a la evacuación de miles de personas.